# World's Greatest Dad
World's Greatest Dad (bra: O Melhor Pai do Mundo) é um filme estadunidense de 2009, do género comédia, dirigido por Bobcat Goldthwait e estrelado por Robin Williams e Alexie Gilmore. Produzido por Darko Entertainment, o filme também é estrelado por Daryl Sabara, Evan Martin, Geoff Pierson, Henry Simmons, Mitzi McCall, Jermaine Williams, e Lorraine Nicholson. Foi distribuído pela Magnolia Pictures, em 21 de agosto de 2009.